# Manuel Escudé Bartolí
Manuel Escudé Bartolí (1856-1930) fue un periodista, estadístico y geógrafo español.

## Biografía
Nacido en la ciudad tarraconense de Reus el 1 de octubre de 1856, fue miembro del Cuerpo de Estadística. Trabajó como corresponsal en publicaciones periódicas como El Día y La Nueva Prensa de Madrid, así como colaborador de El Centro de Lectura, El Diario de Reus y Revista Social de Barcelona (1903) y redactor jefe de La Exposición y la Revista Geográfica y Estadística de Barcelona (1877-1880). Falleció en 1930.